# Bano Qudsia
Bano Qudsia (geboren 28. November 1928 in Firozpur, Punjab, Britisch-Indien als Qudsia Chattha; gestorben 4. Februar 2017 in Lahore, Pakistan). auch bekannt als Bano Aapa, war eine hoch geehrte pakistanische Schriftstellerin und Spiritualistin. Sie verfasste Romane, Theaterstücke und Kurzgeschichten in Urdu und Panjabi. Qudsia ist vor allem für ihren Roman Raja Gidh (Der Königsgeier) bekannt und gilt als Begründerin von zeitgenössischer Literatur in Urdu. Sie schrieb außerdem für Film und Fernsehen.

## Leben
Bano Qudsia gehörte der Grundbesitzerfamilie Chaudhry Badr-ul-Zaman Chattha an. Ihr Vater Badr-ul-zaman hatte den Bachelor in Agrarwissenschaft, ihr Bruder Pervaiz Chattha war Maler. Nach der Teilung Indiens 1947 wanderte sie mit ihrer Familie nach Lahore aus. Schon in der fünften Klasse begann sie Kurzgeschichten zu schreiben. Sie machte ihren Abschluss am Kinnaird College for Women in Lahore und setzte das Studium an der Government College University Lahore (GCU) fort, wo sie 1951 den Master in Urdu-Literatur erhielt.
Qudsia heiratete den Schriftsteller Ashfaq Ahmed (1925–2004), den sie an der Government College University Lahore kennengelernt hatte. Sie hatten drei Söhne. Das Paar galt im gesellschaftlichen Leben als unzertrennlich.
Bano Qudsia starb am 4. Februar 2017 im Ittefaq-Krankenhaus in Lahore im Alter von 88 Jahren. Ihr Sohn Aseer Ahmed teilte mit, dass sie um die Zeit des Maghrib-Gebetes (nach Sonnenuntergang) starb. Sie wurde am 5. Februar in Lahore beigesetzt, und in Model Town, einem Vorort von Lahore, wurden Gebetsgottesdienste abgehalten.

## Literarisches Werk
Qudsias Roman Raja Gidh (Der Königsgeier) gilt als ein moderner Urdu-Klassiker. Zu ihren bekanntesten Werken gehören Aatish-i-zer-i-paa (Unter Beschuss), Aik Din (Eines Tages), Asay Pasay (Zerstöre es), Chahar Chaman (Vier Rasen), Chhotaa Sheher Baray Log (Kleinstadtleute), Footpath ki Ghaas (Der Grasweg) und Haasil Ghaat (Weniger bekommen). Zu den bekanntesten Stücken, die sie schrieb, gehören Tamasil (Gleichnis), Hawa ke Naam (Im Namen von), Seharay  (Unterstützung) und Khaleej (Bucht).
Ihr von der Kritik hochgelobtes Stück Aadhi Baat handelt von einem pensionierten Schulleiter und seinen alltäglichen Problemen. Aadhi Baat wurde im Mai 2010 in Islamabad bei einer dreitägigen Veranstaltung aufgeführt, die vom Pakistan National Council of the Arts organisiert wurde.
Die Autobiografie ihres Ehemannes Ashfaq Ahmed, die unter dem Titel Baba Saheba erschienen war, war zum Zeitpunkt seines Todes im September 2004 unvollständig. Qudsia vervollständigte die Biografie und der zweite Teil wurde als Rah-i-Rawaan veröffentlicht. Der Kontrast in den Erzählstilen des Paares ist in diesen beiden Büchern offensichtlich; während die erste Hälfte von den Kritikern als "provokant, klar und absolut fesselnd" bezeichnet wird, nimmt die zweite Hälfte das Gefühl der Traurigkeit an. Qudsia schreibt Ahmed zu, dass er sie nach ihrer Heirat verwandelt und ihr schließlich ermöglicht hat, sich dem Schreiben zu widmen. Der Roman Raah-e-Rawaan von Qudsia wurde 2011 veröffentlicht. Es ist ein analytischer Blick auf Ashfaq Ahmeds philosophisches Denken und wie es sich auf bestimmte Aspekte des Lebens selbst beziehen kann. Qudsia schätzte ihren Mann sehr und stellte Ashfaq Ahmed auf ein sehr hohes Podest. Sie behauptet jedoch nicht, den Mann zu verstehen, mit dem sie mehr als fünf Jahrzehnte lang zusammenlebte. Der Versuch, eine Biografie über Ashfaq Ahmed zu schreiben, führte sie über diese "eine Person" hinaus und sie begann, über seine Vorfahren, seine Familie, seinen Großvater, seinen Vater, seine Onkel, Brüder, Schwestern und deren Kinder zu schreiben, um das Rätsel Ashfaq Ahmed vollständig zu verstehen.
Qudsias Roman Haasil Ghaat wurde 2005 veröffentlicht, wurde jedoch nicht nur gelobt, sondern auch kritisiert, weil sie mehr englischen Slang verwendete als in ihren traditionellen Urdu-Erzählungen. Diese Art der Sprache wurde jedoch bald von anderen Schriftstellern übernommen.
Bano Qudsia schrieb auch ein Buch über Qudrat Ullah Shahab mit dem Titel „Mard-e-Abresham“. Das Buch schildert vor allem das Leben von Shahab und wie es mit Ashfaq Ahmed und seiner Familie sowohl auf sozialer als auch auf spiritueller Ebene verbunden war. Mohammad Yahya Khan war sehr inspiriert von Bano Qudsia und Ashfaq Ahmed.
Die Romane und Theaterstücke von Qudsia sind bis heute nur in Urdu, einige auch auf Panjabi vorhanden. Allein die Anthologie von Muzaffar Iqbal enthält eine Kurzgeschichte auf Englisch.

## Preise und Ehrungen
Im Jahr 1983 wurde Qudsia von der pakistanischen Regierung mit dem Sitara-i-Imtiaz (Star of Excellence) ausgezeichnet. Im Jahr 2010 verlieh ihr die pakistanische Regierung den Hilal-i-Imtiaz (Halbmond der Exzellenz) für ihre Verdienste um die Literatur. Im Jahr 2012 verlieh die Pakistan Academy of Letters (PAL) Qudsia den Kamal-e-Fun Award, eine Auszeichnung für ihr Lebenswerk. Im Jahr 2016 verlieh ihr die GCU Old Ravians Union (GCU-ORU) bei ihrem Jahrestreffen eine Auszeichnung für ihr Lebenswerk. Im selben Jahr verlieh auch die Pakistan Life Care Foundation (PLCF) Qudsia den Preis für ihr Lebenswerk.
Am 28. November 2020 feierte Google ihren 92. Geburtstag mit einem Google Doodle.

## Veröffentlichungen (Auswahl)

### Prosa
- 1981: Raja Gidh. Sang-e-Meel, Lahore 1981, OCLC 473763455 (Urdu).
- 1989: Chahar Chaman. Sange Mel, Lahore 1989, OCLC 417598031 (Urdu).
- 1996: Ātish zer-i pā (Unter Beschuss). Kurzgeschichten. Sang e Mil, Lahore 1996, ISBN 978-969-35-0061-5 (Urdu).*
- 1998: Amar bail. Kurzgeschichten. Sang e Mil, Lahore 1998, ISBN 978-969-35-0085-1 (Urdu).
- 2005: Hasil ghat (Weniger bekommen). Sang-e-Meel Publications, Lahore 2005, ISBN 978-969-35-1496-4 (Urdu).
- 2007: Chota shahr bare Log (Kleinstadtleute). Sang e Mil Publications, Lahore : 2007, OCLC 755103831 (Urdu).
- 2008: Nāqābil-i z̲ikr (Unglaublich). Sang-i Mīl Pablīkeshanz, Lāhaur (Lahore) 1998, ISBN 978-969-35-0894-9 (Urdu).
- 2008: Kuchch aur naheen (Glas und Nein). Sang-e-Meel Publications, Lahore 2008, ISBN 978-969-35-0084-4 (Urdu).
- 2010: Hijraton ke darmian (Zwischen Migrationen). Sang e Mil Publications, Lahore 2010, ISBN 978-969-35-2366-9 (Urdu).
- 2012: Shahr e la-zaval, abaad virane (Die Wüstenstadt Al-Zawal). 2012, OCLC 1081074441 (Urdu).

### Theaterstücke und Drehbuchvorlagen
- 1987: Āse pāse (Zerstöre es). Sammlung von Theaterstücken, davon 16 Theaterstücke in Panjabi. Aziz Publishers, Lahore 1987, OCLC 417603442 (Urdu, Punjabi).
- 1996: Tamasil (Gleichnis). Sang-i Mı̄l Pablı̄keshanz, Lahore 1996, ISBN 978-969-35-0593-1 (Urdu).
- 2007: Havva ke nam (Evas Name). Sang-i Mīl Publīkeshanz, Lahore 2007, ISBN 978-969-35-0594-8 (Urdu).
- 2012: Lagan apni apni (Hingabe an dich selbst). Drama. Sang-e-Meel, Lahore 2012, ISBN 978-969-35-1533-6 (Urdu).
- 2017: Footpath ki Ghaas (Der Grasweg). Drehbuchvorlagen. Sang-i Mīl Pablīkeshanz, Lahore 2017, ISBN 978-969-35-1086-7 (Urdu).

### Filme
- Amar bail. TV-Serie, die auf den Kurzgeschichten von Bano Qudsia beruht. Drehbuch: M. A. Rahat. Regisseur: Ahsan Ali Zaidi / Ajub Khawar. Produzent: Amjad Hussain Amjad. Schauspieler: Abid Ali, Mohd Aslam, Resham, Shirin Hassan
- Piya Naam Ka Diya (Piya hat den Namen gegeben). Film. (Urdu).

### Biografien
- Mard-i abresham (Seidenmann). Biografie über Qudrat Ullah Shahab. Sang-i Mīl Pablīkeshanz, Lahor 1989, OCLC 22406617 (Urdu).
- Rah-i ravan (Weiter leben). Zweiter Teil der Biografie über Ashfaq Ahmed. Sang-i Mīl Pablīkeshanz, Lahore 2011, ISBN 978-969-35-2315-7 (Urdu).